# Clear Lake (condado de Polk, Wisconsin)
Clear Lake es un pueblo ubicado en el condado de Polk en el estado estadounidense de Wisconsin. En el Censo de 2010 tenía una población de 899 habitantes y una densidad poblacional de 10,12 personas por km².

## Geografía
Clear Lake se encuentra ubicado en las coordenadas 45°14′56″N 92°12′55″O / 45.24889, -92.21528. Según la Oficina del Censo de los Estados Unidos, Clear Lake tiene una superficie total de 88.82 km², de la cual 88.63 km² corresponden a tierra firme y (0.22%) 0.2 km² es agua.

## Demografía
Según el censo de 2010, había 899 personas residiendo en Clear Lake. La densidad de población era de 10,12 hab./km². De los 899 habitantes, Clear Lake estaba compuesto por el 96.66% blancos, el 0.22% eran afroamericanos, el 0.89% eran amerindios, el 1.11% eran asiáticos, el 0% eran isleños del Pacífico, el 0.11% eran de otras razas y el 1% pertenecían a dos o más razas. Del total de la población el 0.89% eran hispanos o latinos de cualquier raza.